# Allentown, Pennsylvania
Allentown là một thành phố thuộc quận quận lỵ Lehigh trong tiểu bang Pennsylvania, Hoa Kỳ. Thành phố có diện tích km², dân số theo điều tra năm 2010 của Cục điều tra dân số Hoa Kỳ là 118.032 người. Đây là thành phố lớn thứ 3 bang này.